# Yves Leterme
Yves Leterme, né le 6 octobre 1960 à Wervicq, est un homme d'État belge, néerlandophone, membre du CD&V et Premier ministre de Belgique en 2008, puis de 2009 à 2011.
Ministre-président du gouvernement flamand de 2004 à 2007, puis vice-Premier ministre chargé du Budget, de la Mobilité et des Réformes institutionnelles jusqu'en 2008 dans le gouvernement de Guy Verhofstadt, il est nommé Premier ministre par le roi Albert II de Belgique le 20 mars 2008, mais démissionne quelques mois plus tard.
Ministre des Affaires étrangères dans le gouvernement de son successeur Herman Van Rompuy, il retrouve ses fonctions de Premier ministre le 25 novembre 2009, mais démissionne à nouveau en avril 2010. Le roi acceptant cette démission « en suspens », Leterme dirige alors un gouvernement d'affaires courantes jusqu’à la prise de fonction de son successeur, Elio Di Rupo, le 6 décembre 2011.
Du 8 décembre 2011 à juin 2014, il est secrétaire général adjoint de l'OCDE. Entre 2014 et 2019, il a occupé le poste de secrétaire-général de l'organisation intergouvernementale IDEA pour la promotion de la démocratie et l'assistance electorale.

## Biographie

### Famille et profession
Yves Leterme naît le 6 octobre 1960 à Wervicq de père francophone et de mère flamande, a grandi dans un environnement bilingue, même s’il admet modestement avoir quelques lacunes en français. Licencié en droit et en sciences politiques, il a commencé sa carrière de 1987 à 1989 comme auditeur auprès de la Cour des comptes.
Marié à Sofie Haesen, Yves Leterme est le père de trois enfants : Matthias, Victor et Julie.

### Du Parlement fédéral au gouvernement flamand
Chrétien-démocrate, il entame sa carrière politique dans sa province de Flandre-Occidentale, avant d’être élu au Parlement fédéral en 1999. Il siège alors dans l’opposition. Son parti y reste après les élections de 2003, et Yves Leterme en prend la direction. En 2004, après la victoire aux élections régionales, il devient ministre-président et ministre de l’Agriculture et de la Pêche de la Région flamande, menant une coalition qui regroupe aussi les socialistes, les libéraux et la Nieuw-Vlaamse Alliantie, parti indépendantiste.

### Depuis 2007: une carrière fédérale compliquée

#### Les élections fédérales de 2007
Le discours d’Yves Leterme séduit nombre d’électeurs et son parti, le CD&V, allié au parti indépendantiste flamand N-VA, gagne haut la main les élections, enlevant 30 sièges sur 150 à la Chambre et 9 (+ 5 cooptés/de communauté) sur 71 au Sénat. Yves Leterme, candidat au Sénat, a obtenu 796 521 voix de préférence.
Le 15 juillet 2007, le roi Albert II charge Yves Leterme de former un gouvernement.
Le 23 août 2007, il demande au roi d’être dessaisi de sa mission de formation du nouveau gouvernement belge, ce dernier accepte la démission.
Le 29 septembre 2007, après la mission d’Herman Van Rompuy comme explorateur et la remise de son rapport au roi, Yves Leterme reprend la mission de formateur, secondé dans un premier temps par Herman Van Rompuy qui s’était chargé d’explorer les pistes de solution institutionnelle, nœud à l’origine de la première démission du formateur.
Le 1er décembre 2007, Yves Leterme présente sa démission au roi de sa fonction de formateur à la suite du blocage des négociations. Le 21 décembre, il est nommé Vice-Premier ministre et ministre du Budget, de la Mobilité et des Réformes institutionnelles (il partage ce dernier dossier avec le francophone Didier Reynders) au sein du gouvernement Verhofstadt III, formé de manière transitoire en attendant qu’un accord de gouvernement soit trouvé entre les différents partis belges, et notamment entre francophones et néerlandophones.

#### Le premier gouvernement Leterme
Le 20 mars 2008, comme prévu, il devient le 37e Premier ministre belge et forme un gouvernement basé sur une coalition pentapartite — mais sans comprendre ses alliés indépendantistes de la N-VA qui refusent de participer au gouvernement. Appelée coalition arménienne car reprenant les couleurs du drapeau arménien : l’orange (couleur de la famille chrétienne-humaniste du CD&V néerlandophone et du cdH francophone), le bleu (couleur de la famille libérale du VLD néerlandophone et du MR francophone) et le rouge (couleur de la famille socialiste ici uniquement représenté par le PS francophone). Cette composition vaut également à cette alliance le nom de « coalition lilas » (orange-bleu avec une nuance de rouge).
À la suite de l’échec des négociations gouvernementales sur le volet institutionnel, il présente sa démission au roi Albert II le 14 juillet 2008. Le 17 juillet, un communiqué du palais royal annonce que le Roi refuse cette démission et que trois émissaires royaux (Raymond Langendries, François-Xavier de Donnea et Karl-Heinz Lambertz) sont désignés pour « examiner de quelle manière des garanties peuvent être offertes pour entamer d’une manière crédible un dialogue institutionnel ». Le 19 décembre 2008, il présente la démission de son gouvernement à la suite de l'affaire Fortis. Le 30 décembre 2008, Yves Leterme laisse la main au gouvernement Van Rompuy.

#### Chef de la diplomatie
Il fait finalement son retour au gouvernement le 17 juillet 2009, lorsqu’il est choisi comme nouveau ministre des Affaires étrangères de Belgique, afin de remplacer le libéral néerlandophone Karel De Gucht, promu à la Commission européenne du fait de l’élection du libéral francophone Louis Michel au Parlement européen.

#### Le second gouvernement Leterme
À la suite de l’élection d’Herman Van Rompuy au poste de président du Conseil européen, Yves Leterme redevient Premier ministre le 25 novembre 2009 et forme le gouvernement Leterme II.
Il présente la démission de son gouvernement le 22 avril 2010 après que les Libéraux de l’Open VLD, parti de sa coalition, ont décidé de quitter le gouvernement, à la suite des difficiles négociations relatives à un règlement de Bruxelles-Hal-Vilvorde. Après un weekend de tentatives de rétablissement de la confiance entre les communautés, le roi accepte la démission le 26 avril 2010. Le gouvernement reste néanmoins en fonction comme gouvernement d’affaires courantes jusqu’à la nomination de son successeur.
À la suite des élections législatives anticipées de 2010, la Belgique se trouve à nouveau plongée dans une crise politique et dans l'impossibilité de former un nouveau gouvernement. Yves Leterme demeure en fonction pour gérer les affaires courantes durant plus d'un an : ce n'est que le 6 décembre 2011 qu'il passe les pouvoirs à son successeur Elio Di Rupo, ce dernier étant enfin parvenu à former le nouveau gouvernement.

## Depuis 2011
En septembre 2016, il rejoint à titre bénévole un comité d'experts sur le développement durable au sein du groupe Volkswagen.

## Controverses
Le 17 août 2006, lors d’une interview au quotidien français Libération, il déclare, à propos des francophones vivant dans les communes à facilités, qu’ils « ne sont pas en état intellectuel d’apprendre le néerlandais, d’où la prolongation de ce statut d’exception ».
Le président du Parti socialiste, Elio Di Rupo, estime que ces propos sont insultants pour les francophones de la périphérie bruxelloise et doivent probablement découler soit d’une erreur de traduction, soit d’une mauvaise utilisation de la langue française. Isabelle Durant, secrétaire fédérale du parti Ecolo, estime qu’Yves Leterme « ne se distingue plus guère du Vlaams Belang ». Plusieurs hommes politiques bruxellois néerlandophones s'insurgent contre ces déclarations, dont Pascal Smet (ministre du sp.a), Guy Vanhengel (ministre VLD) et également Georges De Smul et Lieve Lippens (du CD&V comme Yves Leterme). Les éditorialistes de la presse francophone marquent également leur désapprobation alors que ceux de la presse néerlandophone se montrent, en général, moins indignés, certains qualifiant l’interview d’ironique.

Le 28 août 2006, en réponse aux critiques des responsables francophones, Yves Leterme dit dans la presse néerlandophone : 
« Les personnalités politiques francophones qui ne connaissent pas le néerlandais mais qui défendent un discours pro-Belgique sont absolument peu crédibles. »
Marianne Leterme, sa cousine, tête de liste Ecolo à Mouscron, affirme qu’Yves Leterme ne pense pas vraiment ce qu’il dit des francophones, qu’il n’est pas séparatiste et n’a pas réellement des idées si radicales.
Le 21 juillet 2007, alors occupé à essayer de former un gouvernement, il entonne La Marseillaise, hymne national français, lorsqu’un journaliste de la RTBF  lui demande de chanter La Brabançonne,, suscitant de nombreuses réactions dans la classe politique.
Le 8 décembre 2007, dans un entretien accordé aux quotidiens Het Belang van Limburg et Gazet van Antwerpen, Yves Leterme compare la RTBF à la Radio Télévision Libre des Mille Collines, radio ayant incité au Génocide au Rwanda entre 1993 et 1994, l’accusant par ailleurs d’être la « chaîne de propagande de Joëlle Milquet ».